# Álvaro de Figueroa y Torres
Álvaro de Figueroa y Torres, primer comte de Romanones (Madrid, 9 d'agost de 1863 - 11 d'octubre de 1950) va ser un polític espanyol. Va ser president del Senat, 17 vegades ministre i 3 vegades President del Consell de Ministres amb Alfons XIII. Va formar part del Partit Liberal de Sagasta i Canalejas.

## Biografia
Fill segon d'Ignacio de Figueroa y Mendieta i Ana de Torres y Romo, marquesos de Villamejor i d'acabalada família amb béns arrels i importants possessions a Guadalajara i propietaris de les mines de La Unión (Múrcia). Llicenciat en Dret per la Universitat Central de Madrid (1884) i doctor per la Universitat de Bolonya, on es va traslladar amb la idea d'especialitzar-se en Dret polític. No va exercir l'advocacia i es dedicà a la política i als negocis. Recolzat en els seus inicis pel seu sogre, l'il·lustre polític i jurisconsult Manuel Alonso Martínez, va començar la seva activitat política com a diputat per Guadalajara en les primeres Corts de la Regència de Maria Cristina (des de 1888 a 1936 es mantindria com a diputat sense interrupció en el seu feu caciquil de Guadalajara), fou a regidor de l'Ajuntament de Madrid, i poc després (1894) a alcalde de la ciutat. La seva carrera política des dels seus inicis va estar sempre vinculada al Partit Liberal fundat per Práxedes Mateo Sagasta del que va arribar a ser un dels seus principals capdavanters. El 1903 va fundar un periòdic polític de caràcter personalista: el Diario Universal. Va ser ministre d'Instrucció Pública i Belles Arts amb Sagasta (1901-1902), mandat en el qual va incorporar el sou dels mestres als pressupostos estatals. Amb els governs liberals de 1905-1906 va ser ministre de Foment (Agricultura, Indústria, Comerç i Obres Públiques), de Gràcia i Justícia i de Governació. Va contribuir a l'ascensió de José Canalejas y Méndez a la prefectura del Partit Liberal, i com recompensa fou nomenat Ministre d'Instrucció Pública (1909) i, més tard, president del Congrés dels Diputats (1912).
Després de l'assassinat de Canalejas i el posterior govern de Manuel García Prieto, convertit en cap indiscutible d'una de les principals faccions del Partit Liberal, va ser encarregat de formar Govern (1912-1913), i va negociar amb França el tractat de sobirania sobre el Marroc (1912), mogut tant per simpaties ideològiques com per interessos econòmics en el Rif. La seva actitud francòfila durant la Primera Guerra Mundial va xocar amb la declaració de neutralitat del govern de Eduardo Dato e Iradier i amb les actituds germanòfiles dels conservadors; publicà un article demanant la participació d'Espanya a la guerra amb els aliats. En presidir un nou govern (1915-1917), va donar un gir a la política exterior, decantant-se pels aliats i enfrontant-se a Alemanya arran de l'incident en el qual vaixells espanyols foren torpedinats per submarins alemanys, però, incapaç de resoldre els problemes socials interns d'Espanya, i atacat per la premsa conservadora favorable a Alemanya, va acabar per presentar la seva dimissió. Poc després va tornar a participar en el govern de concentració nacional d'Antoni Maura com a Ministre d'Instrucció i de Justícia, i en el govern de García Prieto com a ministre d'Estat (1918), i fins i tot va ser encarregat novament de presidir un efímer govern (desembre 1918), derrocat per l'agitació autonomista a Catalunya i pels conflictes obrers iniciats per la vaga de La Canadenca. Seria rellevat a l'abril de 1919 després de signar el 3 d'abril de 1919 l'anomenat "Decret de la jornada de vuit hores". Ministre de Gracia i Justícia (1922-1923) en el govern de concentració liberal de García Prieto, va passar a ocupar la presidència del Senat el 1923, càrrec que ocupava quan Primo de Rivera va donar el cop d'estat el 13 de setembre de 1923.
Durant la dictadura es va mantenir al marge de la política encara que va conspirar en la Sanjuanada de 1926, pel que Primo de Rivera li va imposar de multa 500.000 pessetes. Caiguda la dictadura de Primo de Rivera (1930), va aconsellar la formació del govern de Juan Bautista Aznar, en el qual es va integrar com a ministre d'Estat, però les eleccions de 1931 van demostrar que l'opció monàrquica estava esgotada, i a la vista dels resultats, favorables a la República, va aconsellar al rei Alfons XIII que abandonés Espanya. Romanones es va entrevistar personalment amb Niceto Alcalá-Zamora i el comitè revolucionari pactant el traspàs pacífic de poder al Govern Provisional de la República sense intervenció militar en canvi de garantir la vida del rei i de la seva família. Durant la República va mantenir el seu escó a les Corts per Guadalajara, però el seu pes polític va ser insignificant, encara que va intervenir amb decisió en defensa de la figura del rei Alfons XIII a l'exili, i de la seva pròpia gestió.
No va participar en el cop d'estat militar de 1936. La Guerra Civil el va sorprendre a Sant Sebastià, lliurat als negocis i a empreses mineres de la seva propietat, des d'on va passar a França amb l'ajut de l'ambaixador francès. Va tornar a la zona revoltada el 1937, però mai més va tornar a la política i després del conflicte es va ocupar de completar les seves memòries, de la presidència de la Real Academia de Bellas Artes de San Fernando i d'altres activitats relacionades amb les Acadèmies d'Història i Jurisprudència.

## Matrimoni i fills
Casat amb Casilda Alonso-Martínez i Martín, filla de Manuel Alonso Martínez, prohom liberal amic de Sagasta i propietari d'un reconegut bufet a Madrid. Va tenir tres fills i una única filla, Casilda de Figueroa, que va ser duquessa consorte de Pastrana en contreure matrimoni amb Rafael de Bustos. El seu fill José va morir en combat el 1920 en la guerra d'Àfrica.

## Obra i ideologia
Romanones va ser un prolífic escriptor. Va escriure les seves memòries durant la República. Obres seves van ser Las Responsabilidades políticas del Antiguo Régimen, Breviario de Política Experimental, Biología de los Partidos Políticos, El régimen parlamentario y los gobiernos de gabinete, Observaciones y Recuerdos (1912-1921), Notas de mi vida (1929-1947), Los cuatro presidentes de la I República i diverses biografies, entre elles les d'Espartero, Amadeu I d'Espanya i Maria Cristina d'Habsburg-Lorena. Fou a més de fundador del Diario Universal, propietari de El Globo i col·laborador de El Magisterio Espanyol i de El Heraldo de Madrid.
El comte de Romanones va representar el prototip de polític palatí, maniobrer, d'escassos escrúpols i titular o valedor de poderosos interessos econòmics. Gràcies a això i al cultiu de les influències personals, el seu cacicat es va estendre molts anys en la província de Guadalajara. Romanones va ser elegit diputat de forma ininterrompuda des de 1886 fins a 1936, i va ampliar els beneficis d'aquest control polític incontestat als seus familiars més directes: els seus germans Rodrigo, José i Gonzalo (fundador del Banc Espanyol de Crèdit) i els seus fills Carlos i Alvaro de Figueroa y Alonso-Martínez. Des del punt de vista actual la seva política no pot, òbviament, qualificar-se "d'esquerres", però per aquell temps el partit liberal era el successor dels antics "progressistes" del segle xix, sent la seva política sovint injuriada per la "dreta" i per l'església d'aquests temps. Entre els avanços socials que el seu govern va aprovar es pot citar que el 1901 va incorporar els sous dels mestres al pressupost estatal i que el 3 d'abril de 1919 va signar el decret "de la jornada de vuit hores".
Encara que catòlic, Romanones es considerava enemic de la intransigència religiosa i de la influència del clergat, i va ser molt contestat per l'Església i les seves altes autoritats (el Bisbe de Tuy, per exemple), sobretot després de la promulgació de la Llei de Matrimoni Civil quan formava part del Gabinet de Montero Ríos de 1905, en la qual no s'obligava als que es casaven a declarar la seva religió. Va reprendre les relacions amb el Vaticà però va continuar mantenint-se partidari de la separació entre Església i Estat i encara que va signar acords molt favorables amb l'església, era gelós partidari que el poder religiós no pogués influir sobre el poder civil de cap manera (a través de la "Llei del cadenat" de 1910).

## Distincions
Doctor en Dret per la Universitat de Bolonya, va ser membre de la Reial Acadèmia de la Història i de la Reial Acadèmia de Ciències Morals i Polítiques, president de l'Ateneo de Madrid i director de la Real Academia de Bellas Artes de San Fernando. Va obtenir el títol de comte de Romanones en 1893 i el de Gran d'Espanya el 1911.